# St Mary le Strand

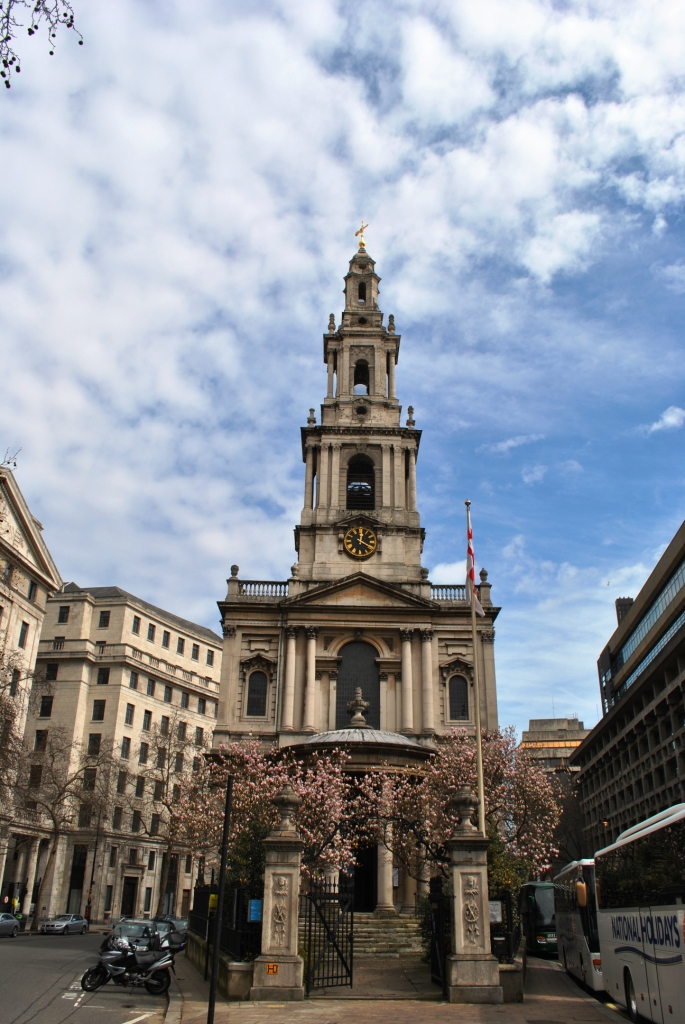
St Mary le Strand

St Mary le Strand är en kyrka i City of Westminster i London. Den uppfördes 1714–1717 efter ritningar av James Gibbs. Han inspirerades bland annat av Pietro da Cortonas arkitektoniska verk i Rom.